# Церковь Святой Елизаветы (Штутгарт)
Церковь Святой Елизаветы (нем. Katholische Kirchengemeinde St. Elisabeth) — католическая церковь, располагающаяся в районе Вест на западе баден-вюртембергского города Штутгарт; приход, насчитывающий около 9500 членов, относится к епархии Роттенбург-Штутгарта. Здание храма в неороманском стиле было освящено 12 ноября 1901 года.